# Індутіомар
Індутіомар (д/н — 53 рік до н. е.) — вождь галльського племені треверів з 54 до 53 рік до н. е., очільник повстання під час Галльської війни.

## Життєпис
Був братом Цінгеторікса, з яким боровся за владу над племенем тререрів. Ще до прибуття Гая Юлія Цезаря до Галлії Індутіомар намагався відібрати владу у свого брата. Особливо запекла боротьба точилася у 55-54 роках до н. е. Після прибуття Цезаря на північ Галлії до нього по допомогу звернувся Цінгеторікс, який обіцяв надати допомогу римлянам та визнати їх владу. Індутіомар сховався із своїм військом в Арденах.
Тим часом авторитет Цінгеторікса значно виріс й серед прихильників Індутіомара стала переважати думка про замирення. Розуміючи це останній здався Цезарю, визнавши його владу та обіцяючи бути слухняним. Для більшої впевненості у вірності Індутіомара Гай Цезарь взяв 200 осіб заручників з числа родин Індутіомара та його прихильників.
Через деякий час скориставшись відсутністю Цезаря, який в цей час знаходився у Британії, Індутіомар вирішив знову повстати. Водночас почалося успішне повстання Амбіорікса. Це посилило позиції Індутіомара, який зміг домогтися переходу на його бік старійшин та військової ради треверів. після цього вигнав Цінгеторікса, захопив владу над треверами, конфіскував майно останнього. Індутіомар розпочав війну проти одного з легатів Цезаря — Тіта Аннія Лабієна, взявши останнього у щільну облогу у 53 році до н. е. До Індутіомара приєдналися сенони, реми, нервії. Це протистояння тривало кілька місяців. Врешті-решт Тіт Лабієн застосувавши військову хитрість зумів розбити галлів, а самого Індутіомара вбити. Після цього основні сили галлів, яких об'єднувала особа Індутіомара розійшлися по домівках, припинивши опір римлянам.